# Hillman 20/70 hp

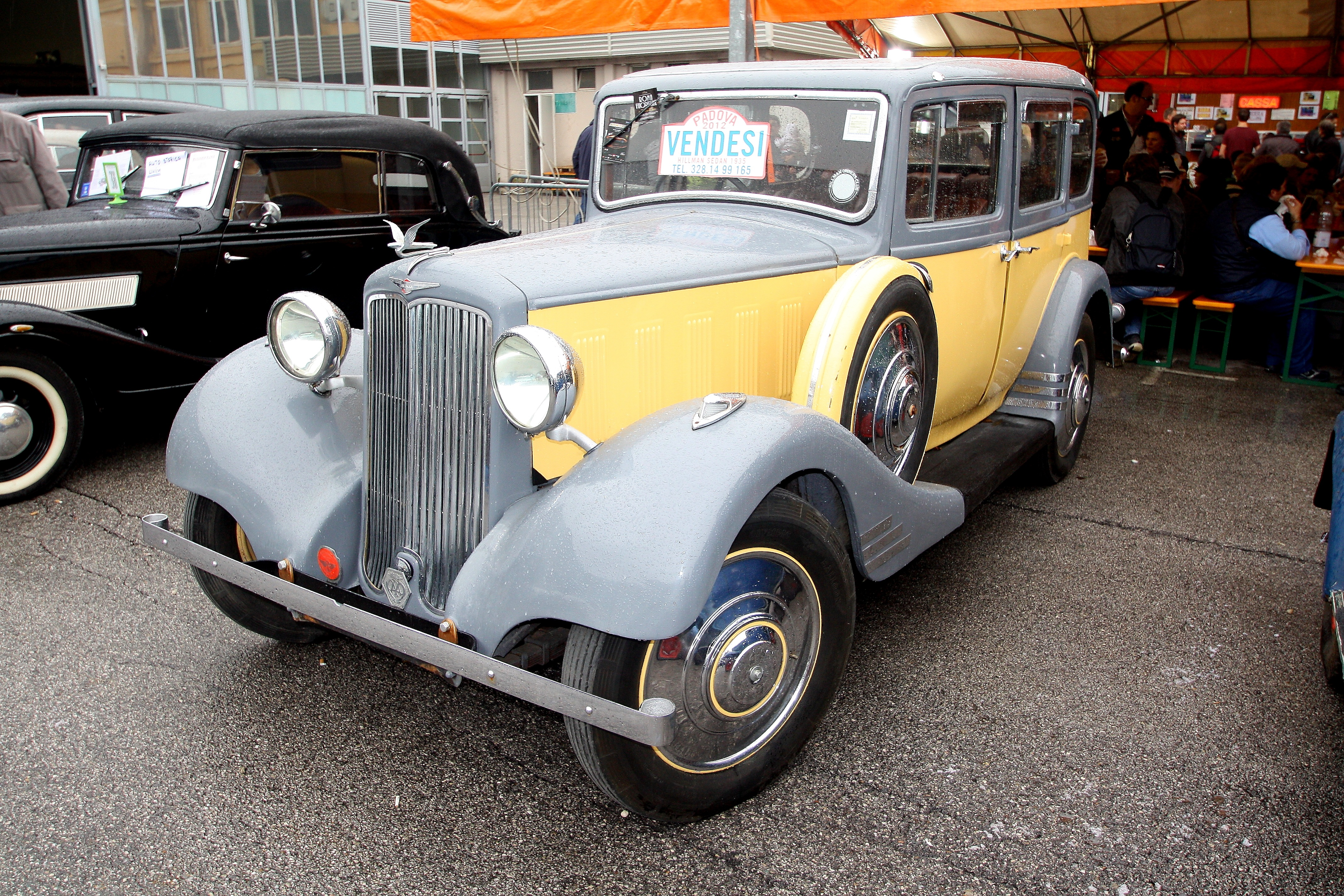
Hillman Twenty 70

Der Hillman 20/70 hp ist ein Wagen der oberen Mittelklasse, den Hillman 1934 als Nachfolger des Hillman Wizard 75 herausbrachte.
Er übernahm den Motor seines Vorgängers, einen seitengesteuerten 6-Zylinder-Reihenmotor mit 2810 cm³ Hubraum und einer Leistung von ca. 70 bhp (51 kW), der die Hinterräder antreibt. Der Wagen war als 4-türige Limousine erhältlich, die eine Höchstgeschwindigkeit von 116 km/h erreicht. Bereits im darauffolgenden Jahr wurde das Modell wieder eingestellt.
Nachfolger ist der Hillman 16 hp.